# Apamea flavens
Apamea flavens là một loài bướm đêm trong họ Noctuidae.